# Carl Ludwig Kirschbaum
Carl Ludwig Kirschbaum (31 janvier 1812 à Usingen - 3 mars 1880) est un entomologiste et auteur allemand, professeur de biologie et directeur de musée.

## Biographie
Kirschbaum était spécialisé dans les Auchenorrhyncha. Il a écrit Die Cicadinen der Gegend von Wiesbaden und Frankfurt a. M. nebst einer Anzahl neuer oder schwer zu unterscheidender Arten aus anderen Gegenden Europas (Nassauischen Jahrbücher des Vereins für Naturkunde 21: 1-202, 1868) et de nombreux autres ouvrages entomologiques.
Sa collection se trouve au muséum d'histoire naturelle de Wiesbaden. Le muséum abrite son propre matériel en provenance de Francfort et de Wiesbaden, mais aussi une abondante documentation que lui apporta Carl von Heyden (principalement de diverses parties du sud de l'Allemagne et de Suisse) et Philipp Christoph Zeller (principalement de Sicile). Un plus petit nombre de spécimens lui ont été envoyés par Carl Août Dohrn (Jena), Arnold Förster (Aix-la-Chapelle), Fuchs (W.) (Berlin), Gustav Mayr (Vienne), Wilhelm Mink (Crefeld), Hermann Rudolph Schaum (Berlin), Adolph Schenck (Weilburg), Carl Stal (Stockholm) et Peter Friedrich Ludwig Tischbein (Birkenfeld). Au total, la collection comprend 5 000 individus dont 333 qui sont des types publiés dans Die Cicadinen ... . Cette monographie décrit 371 espèces, dont 172 nouvelles pour la science.

## Ouvrages
(liste partielle)
- (1853): Entomologische Miscellen. - Jahrbücher des Vereins für Naturkunde im Herzogthum Nassau 9: II 42-45 [Originaltitel: ].
- (1853): Verzeichnis der in der Gegend von Wiesbaden, Dillenburg und Weilburg im Herzogthum Nassau aufgefundenen Sphegiden. - Stettiner Entomologische Zeitung 14: 28-31,43-49.
- (1855): Rhynchotographische Beiträge. I. Die Capsinen der Gegend von Wiesbaden. - Jahrbücher des Vereins für Naturkunde im Herzogthum Nassau 10: 161-348.
- (1855): Über Hoplisus punctuosus Eversm. Hoplisus punctatus n. sp.. - Wiesbaden: Stein, S. 1-7.
- (1855): Über Hoplisus punctuosus Eversm. u. Hoplisus punctatus n. sp. - Moskau: Festschr. 50-jähr. Best. K. Naturf. Ges., 7 S.
- (1858): [Über die Zertheilung der Gattung Jassus in mehrerer Gattungen]. - In: Bericht über die monatlichen Sitzungen der Mitglieder des Vereins. - Jahrbücher des Vereins für Naturkunde im Herzogthum Nassau 13: 355-358.
- (1858): Die Athysanus-Arten der Gegend von Wiesbaden. - Wiesbaden: Festschrift Wett. Ges. ges. Naturk., Fünfzigjährigen Bestehens, S. 1-14.
- (1859): Bericht über die monatlichen Sitzungen der Mitglieder des Vereins. - Jahrbücher des Vereins für Naturkunde im Herzogthum Nassau 14: 450-454.
- (1863): Die Reptilien und Fische des Herzogthums Nassau. Verzeichniß und Bestimmungstabelle. - Jahrbücher des Vereins für Naturkunde im Herzogthum Nassau 17/18: 77-122.
- (1866): Nekrolog [Carl Heinrich Georg von Heyden +]. - Jahrbücher des Nassauischen Vereins für Naturkunde 19: 511-.
- (1868): Die Cicadinen der Gegend von Wiesbaden und Frankfurt a. M. nebst einer Anzahl neuer oder schwer zu unterscheidender Arten aus anderen Gegenden Europas. - Jahrbücher des Nassauischen Vereins für Naturkunde 21: 1-202.
- (1868): Die Gattung Idiocerus Lew. und ihre europäischen Arten. - Schulprogr. Königl. Gymn. 1868: 3-38, Wiesbaden.
- (1868): Nekrolog [Johann Daniel Wilhelm Bayrhoffer +]. - Jahrbücher des Nassauischen Vereins für Naturkunde 21: 429-432.
- (1872): Zoologische Mitteilungen: 1. Tringa maritima im Spessart. - Jahrbücher des Nassauischen Vereins für Naturkunde 25: 439-441.
- (1872): Zoologische Mitteilungen: 2. Über Sternschnuppengallerte. - Jahrbücher des Nassauischen Vereins für Naturkunde 25: 441-446.
- (1872): Zoologische Mitteilungen: 3. Über das Nest von Anthidium strigatum Latr.. - Jahrbücher des Nassauischen Vereins für Naturkunde 25: 446-447.
- Nekrolog [Karl Wilhelm Gottlieb Leopold Fuckel +]. - Jahrbücher des Nassauischen Vereins für Naturkunde 29/30: 432-433.